# (1988) Delores
(1988) Delores – planetoida z grupy pasa głównego asteroid okrążająca Słońce w ciągu 3 lat i 60 dni w średniej odległości 2,15 j.a. Została odkryta 28 września 1952 roku w Goethe Link Observatory (w ramach programu Indiana Asteroid Program) w Brooklynie w stanie Indiana. Nazwa planetoidy pochodzi od Delores Owings, programu tego programu badawczego w ramach którego została odkryta. Przed jej nadaniem planetoida nosiła oznaczenie tymczasowe (1988) 1952 SV.